# IR-Klasse WG
Die WG der Indian Railways (IR) waren Mikado-Lokomotiven, die vor Güterzügen auf Hauptstrecken eingesetzt wurden. Von ausländischen Lokomotivfabriken und den indischen Chittaranjan Locomotive Works (CLW) wurden nach dem Zweiten Weltkrieg 2450 Lokomotiven der Baureihe WG gebaut, die teilweise bis in die 1990er-Jahre im Einsatz standen.

## Geschichte

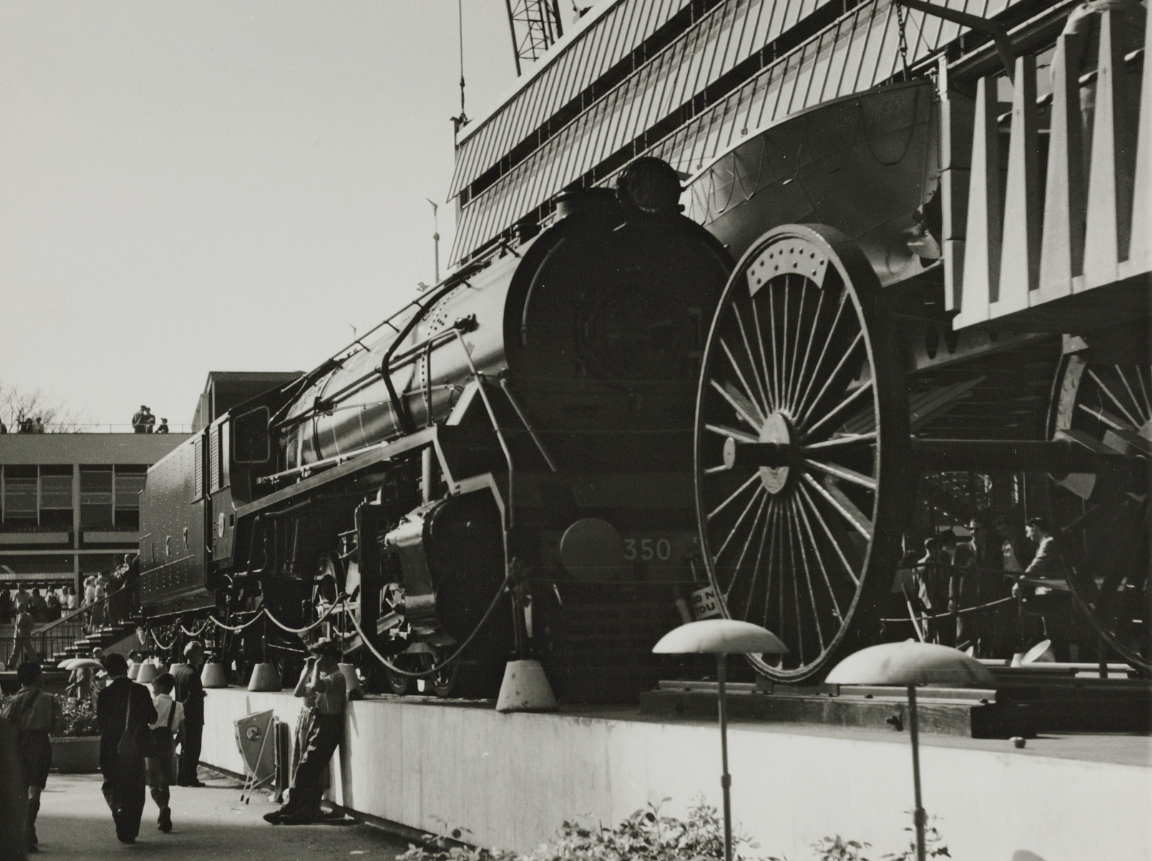
WG 8350 an der Ausstellung Festival of Britain

Die Lokomotive wurde von Indian Railways entworfen und aufgrund noch nicht existierender eigener Lokomotivfabriken zunächst im Ausland in Auftrag gegeben. Die erste 1950 gebaute Serie umfasste 100 Lokomotiven, die von der North British Locomotive Company aus Glasgow geliefert wurden, wobei zehn Lokomotiven von der Vulcan Foundry im Unterauftrag hergestellt wurden. Aus dieser Serie wurde die von North British gebaute Nr. 8350 auf der Nationalausstellung Festival of Britain in London ausgestellt.
Zeitgleich mit North British begannen die neugegründeten bahneigenen Chittaranjan Locomotive Works mit dem Bau von WG-Lokomotiven. Die erste von CLW gelieferte Lokomotive war die Nr. 8401, die im November 1950 fertiggestellt wurde. Sie trug den Namen Deshbandhu, Bengali für ‚Patriot‘, zu Ehren des Freiheitskämpfers Chittaranjan Das, der denselben Zunamen erhalten hatte. Bis 1956 wurden weitere Lokomotiven von verschiedenen Herstellern aus dem Ausland geliefert. Neben europäischen Herstellern lieferte auch Baldwin Locomotive Works aus den USA 50 Lokomotiven und die japanische Hitachi 100 Stück. In den folgenden Jahren wurden die Lokomotiven nur noch in den CLW gebaut, die mit 1908 Stück den weitaus größten Teil der Klasse lieferte. Die 1970 gebaute letzte Lokomotive war die Nummer 10560, die den Namen Antim Sitara, Hindi für ‚Letzter Stern‘ erhielt.
Die Baureihe umfasst 2450 Lokomotiven, womit sie zahlenmäßig die größte war, die je für ein Commonwealth-Land gebaut wurde. Die WGs wurden in großen Mengen auf den Hauptstrecken Indiens eingesetzt. Sie waren in der Lage 1350 t bis 1700 t schwere Züge zu ziehen und bildeten das Rückgrat des Güterverkehrs, bis Diesel- und Elektrolokomotiven eingeführt wurden. Die Außerdienststellung begannen in den 1980er-Jahren, in den 1990er-Jahren verschwanden die letzten Maschinen aus dem Dienst.

## Technik
Die Lokomotive hatte viele Gleichteile zur Schnellzuglokomotive der Baureihe WP, so waren Dampfkessel, Triebwerk, Federn, Schleppachse, Drehgestelle des Tenders und viele andere Teile bei beiden Baureihen gleich. Die WG hatte als Güterzuglokomotive gegenüber der WP kleinere Kuppelräder und Zylinder mit vergrößertem Durchmesser.

## Erhaltene Lokomotiven
Es sind mindestens sieben Lokomotiven erhalten geblieben, bei zwei weiteren Lokomotiven ist der Status unklar.

### Lokomotiven in Aufarbeitung
Eine Lokomotive ist dem Betriebswerk für historische Fahrzeuge der Northern Railway in Rewari zugeteilt.
- WG 10253 Ashoka, Baujahr 1955, erbaut von CLW, ab 1998 in Bhusawal aufgestellt, im Juli 2018 vom Sockel gehoben[3] und nach Rewari zur Aufarbeitung überführt.

### Denkmallokomotiven

#### Denkmallokomotiven in der CLW
Sowohl die erste, als auch die letzte von CLW gebaute Lokomotive wurden 1993 dem Werk zugestellt und im dortigen Loco Park ausgestellt:
- WG 8407 Deshbandhu, Baujahr 1950, erbaut von CLW, aufgestellt im Loco Park in Chittaranjan
- WG 10560 Antim Sitara, Baujahr 1970, erbaut von CLW, aufgestellt im Loco Park in Chittaranjan[4]

#### Weitere Denkmallokomotiven
- WG 8285, Baujahr 1959, erbaut von CLW, aufgestellt am Bahnhof von Sahibganj, Jharkhand[5]
- WG 9286, Baujahr 1955,[6] erbaut von Hitachi, in Privatbesitz von Sri Durga Trading Company,[7] angeblich in schlechtem Zustand am Bahnhof Barddhaman Junction in Kalkutta,[8] keine aktuellen Hinweise bekannt
- WG 9391, Baujahr 1956, erbaut von CLW, aufgestellt im Depot von Bardhaman, Westbengalen[4]
- WG 9428, Baujahr 1956, erbaut von CLW, zuletzt bei Uttar Pradesh State Cement Corpn in Chunar, Uttar Pradesh, Status unklar[9]
- WG 9673, Baujahr 1960, erbaut von CLW, ohne Tender aufgestellt am Bahnhof Rajendra Nagar Terminal in Patna, Bihar[10]
- WG 10527, Baujahr 1969, erbaut von CLW, aufgestellt im Depot von Bardhaman, Westbengalen[4]